# ریو هیون کیونگ
ریو هیون کیونگ (کره‌ای: 류현경؛ زادهٔ ۱۰ مارس ۱۹۸۳) بازیگر اهل کره جنوبی است. او حرفهٔ بازیگری خود را در سال ۱۹۹۶ و در سن ۱۲ سالگی در نقش جوانی شخصیت اصلی مجموعه تلویزیونی شبکه اس‌بی‌اس به نام سوپ گوشت دم گاو آغاز کرد. در سال ۲۰۱۰، ریو با ایفای نقش مکمل در فیلم درام تاریخی خدمتکار توجه‌ها را به خود جلب کرد و بعد از آن در مجموعه کمدی رمانتیک آژانس سیرانو و عشق زیبا ایفای نقش کرد. او در مجموعه‌های تلویزیونی ماما (۲۰۱۱) و دو ازدواج و یک تشییع جنازه (۲۰۱۲) نقش اصلی داشته‌است.
ریو هیون کیونگ کارگردانی فیلم‌های کوتاه داستان اساسی کوانگ ته (۲۰۰۹) و قلب سارق (۲۰۱۰) و همچنین دو موزیک ویدئو از خواننده چویی جونگ-این را بر عهده داشته‌است.